# Facja
Facja (łac. facies 'twarz, oblicze') – zespół wspólnych cech charakterystycznych dla skał utworzonych w różnych warunkach.

Skały (lub środowiska) tej samej facji mogą różnić się czasem powstania i miejscem, muszą jednak posiadać łączące je istotne cechy szczególne, najczęściej litologiczne lub paleontologiczne. Niemniej niekiedy pod nazwą konkretnej facji bywają też łączone zespoły skał bardzo różniące się petrograficznie, a powstałe w jednym (lub pokrewnym) regionie w określonym czasie.
Pierwotnie pojęcie środowiska jako miejsca wywodzenia się danej facji, odnosiło się wyłącznie do środowiska sedymentacyjnego. Jednakże w ciągu czasu pojęcie facji znalazło zastosowanie do cech niezwiązanych z sedymentacją, np. może dotyczyć zmieniających się warunków metamorfizmu, powodujących powstanie określonej sekwencji minerałów.
Rozróżnia się bardzo wiele różnych facji, są one niekiedy również różnie interpretowane przez różnych autorów. Również w rozumieniu samego terminu facja pojawiają się rozbieżności, przez co można spotkać się tym określeniem w sytuacjach nawet osobliwych.

## Przykładowe rodzaje facji

### pod względempaleontologiczno-litologicznym
- litofacja (osad o określonych cechach litologicznych – składzie mineralnym, teksturze, strukturze, barwie)
- biofacja (osad wyróżniany na podstawie występujących w nim skamieniałości oraz śladów działalności organizmów)
- ichnofacja (osad zawierający ślady działalności organizmów, ale w którym nie zachowały się ich szczątki lub występują one w postaci skamieniałości śladowych)
- mikrofacja (osad wyróżniający się określonymi cechami, obserwowanymi mikroskopowo)

### pod względem genetycznym lub litologicznym[1]
- facja geochemiczna
- facja minerałów ciężkich
- facje metamorfizmu

również (uważane niekiedy za niepoprawne, ze względu na zacieranie obserwowanych cech):
- facja eoliczna
- facja lagunowa
- facja głębokomorska
- facja rzeczna
- facja zastoiskowa
- facja lądowa, facja terygeniczna (facja terrygeniczna) (zespół skał zawierających głównie składniki pochodzenia lądowego)

### pod względem petrograficznym[2]
- facja diagenetyczna
- facja granulometryczna
- facja skał metasomatycznych
- facje skał wulkanogenicznych

i wiele innych

## Nazwy własne facji
Facjom typowym dla określonych środowisk lub wieku, ze względu na ich typowość i częste przywoływanie w literaturze fachowej, niekiedy nadaje się tradycyjne nazwy własne, np.:
- kulm
- wapień węglowy